# Rosa Cotes Vives
Rosa Cotes Vives (Santa Marta, 30 de julio de 1959), también conocida por su nombre de casada Rosa Cotes de Zúñiga, es una política colombiana. Fue luego gobernadora del departamento del Magdalena de 2016 a 2019.

## Trayectoria política
Ha sido dos veces primera dama del Distrito de la ciudad de Santa Marta, nombrada por su esposo, José Francisco Zúñiga Riascos quien fue dos veces alcalde de Santa Marta. Reemplazó en ambas ocasiones a la entonces primera dama, María Eugenia Cotes, esposa del también dos veces alcalde de Santa Marta Hugo Alberto Gnecco Arregocés. En 1993, tras la destitución de Hugo Gnecco, su esposo José Francisco fue nombrado alcalde. En 2003, su esposo ganó las elecciones regionales a la alcaldía y tomó posesión en 2004.
Su esposo José Francisco Zúñiga Riascos fue condenado a cuatro años y dos meses de prisión al estar involucrado en el escándalo de la Parapolítica, en la que políticos realizaron alianzas electorales con narcoparamilitares del Bloque Norte de las Autodefensas Unidas de Colombia al mando de Hernán Giraldo, alias "El taladro".
Entre 2012 y 2014 Rosa Cotes fue nombrada Primera Gestora (primera dama) del departamento del Magdalena, nombrada por su sobrino, el Gobernador del Magdalena, Luis Miguel Cotes Habeych. Rosa renunció a su cargo para aspirar a la gobernación del Magdalena. Fue reemplazada en el cargo de primera dama por su hermana, Luz María Cotes Vives, bajo nombramiento del gobernador Cotes Heybech.

### Gobernadora del Magdalena (2016-2019)
Cotes Vives recibió el apoyo de las principales directivas del partido Cambio Radical, en especial de su sobrino, el entonces gobernador "Mello" Cotes, del exalcalde de Barranquilla, Alejandro Char y del vicepresidente de la república Germán Vargas Lleras.
En las elecciones del 25 de octubre de 2015, Cotes Vives obtuvo una votación de 296.829 votos, resultando electa gobernadora del Magdalena, la primera mujer en lograrlo. Tomó posesión del cargo el 1 de enero de 2016 en la Quinta de San Pedro Alejandrino.

## Familia
Cotes Vives es hija de Luis Cotes Gnecco y Elena Vives Echeverría. Su abuelo Rodrigo Vives de Andreis adquirió gran cantidad de tierras que habían pertenecido a la United Fruit Company e hizo fortuna mediante el Banco Bananero en Santa Marta. Además, fue fundador del diario El Informador de Santa Marta. Entre las décadas de 1940 y 1970, su abuelo fue alcalde de Santa Marta, gobernador del Magdalena y congresista. Otros familiares cercanos en la polìtica son José Ignacio Vives Echeverría " y su sobrino Luis Miguel Cotes Habeych.
Es esposa de José Francisco Zúñiga Riascos, con quien tiene tres hijos: Rafael, José Francisco, y Ana María.